# Fjodor Isidorovič Kuzněcov
Generálplukovník Fjodor Isidorovič Kuzněcov (rusky Фёдор Исидорович Кузнецов; 29. září 1898 Bałbieczyno – 22. března 1961 Moskva) byl sovětský vojevůdce, který ve druhé světové válce velel frontům a armádám, několikanásobný držitel Řádu rudého praporu, nositel Leninova řádu a mnohých dalších sovětských řádů a medailí.

## Život
Narodil se ve vesnici Bałbieczyno v dnešním Bělorusku. Do ruské armády vstoupil v roce 1914 a v první světové válce bojoval na ruské západní frontě. V ruské občanské válce bojoval v Rudé armádě jako velitel roty, praporu a nakonec pluku.
Ve funkci velitele pluku zůstal i ve 20. letech, 30. léta strávil výukou na vojenských školách. K vojskům se vrátil v červenci 1938, když byl jmenován zástupcem velitele Běloruského zvláštního vojenského okruhu (BOVO). Ve stejné funkci (zástupce velitele) sloužil i v Běloruském frontu vytvořeném v září – listopadu z BOVO. V Bělorusku zůstal do července 1940, poté v rychlém sledu vystřídal několik funkcí, od prosince 1940 do začátku války velel Pobaltskému zvláštnímu vojenskému okruhu.
S počátkem sovětsko-německé války byl jeho okruh reorganizován v Severozápadní front a z této funkce byl jedním z nejvýše postavených velitelů v Rudé armádě. Kvůli neúspěchům svěřených vojsk byl však po několika dnech, na konci června, nahrazen ve funkci velitele frontu generálmajorem Petrem Sobennikovem. Krátce velel armádě, poté převzal velení Středního frontu. Zde zůstal opět jenom měsíc – tři týdny před rozbitím tohoto frontu německou 2. armádou a 2. tankovou skupinou předal velení Michailu Jefremovovi. Ještě na konci roku 1941 velel měsíc 61. armádě, ale od roku 1942 byl opět nahrazen. Před Operací Barbarossa měl ale jenom malé zkušenosti s bojem. V roce 1942 velel v bitvě u Stalingradu 63. armádě, části Jihozápadního frontu, který vedl Nikolaj Fjodorovič Vatutin.
Od dubna 1942 vedl něco přes rok Akademii generálního štábu, poté působil jako zástupce velitele frontů. Jeho poslední funkcí bylo velení Uralskému vojenskému okruhu, než roku 1948 odešel ze zdravotních důvodů (v první světové, občanské i druhé světové válce byl zraněn) do výslužby. Do konce svého života pak žil v Moskvě.

## Vojenská kariéra

### V ruské armádě (1914–1918)
- velitel čety;
- velitel oddílu pěších průzkumníků.[4]

### VRudé armádě(1918–1948)
- velitel střelecké roty, praporu, pluku;[4]
- od srpna 1922: velitel 24. střeleckého pluku 8. střelecké divize;[5]
- od srpna 1926: velitel 18. střeleckého pluku 6. střelecké divize;[5]
- od dubna 1930: náčelník oddělení, od září 1931 štábu a od října 1932 celé Moskevské pěchotní školy, vyznamenané Řádem rudého praporu;[5]
- náčelník Tambovské pěchotní školy;[5]
- od května 1935 na Frunzeho akademie, vedoucí katedry všeobecné taktiky, od března 1936 starší vedoucí téže katedry, od září 1936 starší vedoucí katedry všeobecné taktiky a náčelník kurzu, od července 1937 pomocník náčelníka pro dálkové a večerní studium a vedoucí fakulty, od dubna 1938 prozatímně náčelník katedry všeobecné taktiky a náčelník taktického cyklu;[5]
- od července 1938: zástupce velitele vojsk Běloruského zvláštního vojenského okruhu (resp. roku 1939 Běloruského frontu);[5]
- od července 1940: náčelník Akademie generálního štábu Rudé armády[5]
- 18. srpna – 18. prosince 1940: velitel vojsk Severokavkazského vojenského okruhu[6]
- od 18. prosince 1940: velitel vojsk Pobaltského zvláštního vojenského okruhu[6]
- 22. – 30. června 1941: velitel Severozápadního frontu;[4]
- 10. – 24. července 1941: velitel 21. armády
- 24. července – 7. srpna 1941: velitel Středního frontu
- 14. srpna – 19. listopadu 1941: velitel 51. samostatné armády
- od listopadu 1941: náčelník štábu 28. armády;[4]
- od prosince 1941 zástupce velitele Západního frontu;[4]
- od ledna 1942: velitel 61. armády[4]
- duben 1942 – červen 1943: náčelník Akademie generálního štábu Rudé armády[4]
- srpen 1943 – únor 1944: zástupce velitele Volchovského frontu
- únor – srpen 1944: zástupce velitele Karelského frontu
- únor 1945 – únor 1948: velitel vojsk Uralského vojenského okruhu

## Hodnosti a řády

### Hodnosti

#### V ruské armádě
- praporčík

#### V Rudé armádě
- 5. prosince 1935 – velitel brigády
- 15. července 1938 – velitel divize
- 4. listopadu 1939 – velitel sboru
- 4. června 1940 – generálporučík
- 22. února 1941 – generálplukovník

## Řády a vyznamenání
- Leninův řád, udělen 2×
- Řád Rudého praporu, udělen 3× (1920, 1921, ??)
- Řád Suvorova, II. stupně
- Řád rudé hvězdy[7]
- Medaile Za obranu Moskvy[8]
- Medaile Za obranu sovětské polární oblasti[9]
- Medaile Za vítězství nad Německem ve Velké Vlastenecké válce 1941–1945[10]
- Jubilejní medaile XX let Dělnicko-rolnické Rudé Armády[11]
- Medaile 30. výročí sovětské armády a námořnictva[12]
- Medaile 40. výročí Ozbrojených sil SSSR[13]
- Pamětní medaile 800. výročí Moskvy[14]
- Roku 1919 ho VCIK vyznamenal stříbrným pouzdrem na cigarety se jménem, v lednu 1938 obdržel od lidového komisaře obrany zlaté hodinky se jménem.